# خلیل الهبری
خلیل الهبری (عربی: خليل الهبري؛ ۱ ژانویهٔ ۱۹۰۴ – ۲۷ فوریهٔ ۱۹۷۹) سیاستمدار اهل لبنان بود. وی از ۲۰ سپتامبر ۱۹۵۸ تا ۲۴ سپتامبر ۱۹۵۸ نخست‌وزیر این کشور بود.
خلیل الهبری در ۲۷ فوریه ۱۹۷۹، در سن ۷۵ سالگی درگذشت.